# Коннокенессінг Тауншип (округ Батлер, Пенсільванія)
Коннокенессінг Тауншип (англ. Connoquenessing Township) — селище (англ. township) в США, в окрузі Батлер штату Пенсільванія. Населення — 4263 особи (2020).

## Демографія
Згідно з переписом 2010 року, у селищі мешкало 4170 осіб у 1727 домогосподарствах у складі 1214 родин. Було 1838 помешкань
Расовий склад населення:
| - 98,4 % — білих - 0,8 % — азіатів - 0,1 % — корінних американців |

До двох чи більше рас належало 0,5 %. Частка іспаномовних становила 0,4 % від усіх жителів.
За віковим діапазоном населення розподілялося таким чином: 20,9 % — особи молодші 18 років, 61,3 % — особи у віці 18—64 років, 17,8 % — особи у віці 65 років та старші. Медіана віку мешканця становила 44,8 року. На 100 осіб жіночої статі у селищі припадало 103,1 чоловіків;  на 100 жінок у віці від 18 років та старших — 97,7 чоловіків також старших 18 років.
Середній дохід на одне домашнє господарство  становив 73 927 доларів США (медіана — 57 500), а середній дохід на одну сім'ю — 87 973 долари (медіана — 83 049). Медіана доходів становила 49 630 доларів для чоловіків та 39 500 доларів для жінок. За межею бідності перебувало 11,2 % осіб, у тому числі 17,6 % дітей у віці до 18 років та 7,5 % осіб у віці 65 років та старших.
Цивільне працевлаштоване населення становило 1942 особи. Основні галузі зайнятості: освіта, охорона здоров'я та соціальна допомога — 16,8 %, виробництво — 15,5 %, роздрібна торгівля — 10,9 %, будівництво — 9,6 %.